# Safareig públic del Lledó, de la Gratella i de la Pietat
Safareig públic del Lledó, de la Gratella i de la Pietat és una obra de Berga protegida com a Bé Cultural d'Interès Local.

## Descripció
Tots els safareigs conservats tenen una forma semblant. Són de pedra, amb una bassa on s'emmagatzema l'aigua i un pedrís on es rentava la roba. Mentre que el de la Gratella i el de la Pietat estan a cobert, el del Lledó perdé la teulada fa uns anys. Aquest darrer té pedrís pels quatre costats mentre que els altres dos només en tenen per un. El de la Pietat té una placa de ceràmica commemorativa col·locada a primers dels anys 1990.